# Alfie (Cher)
Alfie è una canzone scritta da Burt Bacharach e Hal David nel 1966, per la colonna sonora del film Alfie, diretto da Lewis Gilbert. Il brano originariamente interpretato da Cher, è stato oggetto di numerose cover nel corso degli anni.

## Versione di Cher
Cher registrò Alfie nel 1966, ed il brano fu inserito nell'album Cher, oltre che nella colonna sonora del film omonimo, dove venina suonata durante i titoli di coda. Pubblicato come singolo dalla Imperial Records, e prodotto da Sonny Bono, Alfie riuscì ad entrare nella top 40 della Billboard Hot 100, raggiungendo la posizione numero 32.

### Tracce
Singolo 7"
1. Alfie
2. She's No Better Than Me

### Classifiche
| Classifica (1966)      | Posizione più alta |
| ---------------------- | ------------------ |
| U.S. Billboard Hot 100 | 32                 |

## Versione di Dionne Warwick
Nel 1967, Dionne Warwick pubblicò la propria cover di Alfie come singolo. Questa versione del singolo superò di gran lunga il successo dell'originale di Cher, arrivando alla quinta posizione della classifica Black Single ed alla 19 della Billboard Hot 100.

### Tracce
7" Single
1. Alfie
2. The Beginning of Loneliness

### Classifiche
| Classifica (1967)            | Posizione più alta |
| ---------------------------- | ------------------ |
| U.S. Billboard Hot 100       | 19                 |
| U.S. Billboard Black Singles | 5                  |

## Versione di Stevie Wonder
Nel 1968, Stevie Wonder pubblicò una versione strumentale del brano, suonata con l'armonica. Il singolo nella versione di Wonder arrivò alla sessantaseiesima posizione della Billboard Hot 100, ed alla undicesima della classifica Adult Contemporary Tracks. Il singolo fu pubblicato per la Gordy Records, sotto lo pseudonimo Eivets Rednow.

### Tracce
7" Single
1. Alfie
2. More Than a Dream

### Classifiche
| Classifica (1968)              | Posizione più alta |
| ------------------------------ | ------------------ |
| U.S. Billboard Hot 100         | 66                 |
| U.S. Adult Contemporary Tracks | 11                 |

## Altre cover
Nello stesso anno della pubblicazione del singolo di Cher, la cantante Cilla Black pubblicò una propria versione del brano, che pur non ottenendo particolare successo negli Stati Uniti, riuscì a giungere alla nona posizione della Official Singles Chart.
Fra gli altri artisti ad aver registrato una cover del brano si ricordano: Vikki Carr, The Delfonics, Bill Evans, Percy Faith, Blossom Dearie, Maynard Ferguson, Stan Getz, Dick Hyman, Jack Jones, The Anita Kerr Singers, Johnny Mathis, Brad Mehldau, Matt Monro, Mina, Olivia Newton-John, Buddy Rich, Joss Stone (per la colonna sonora del film del 2004 Alfie, remake del film del 1966), Barbra Streisand, The Sweet Inspirations, McCoy Tyner, Midge Ure, Sarah Vaughan, Nancy Wilson, Karima Ammar e Naya Rivera (nella sesta stagione della serie televisiva Glee).
In una scena tagliata del film Austin Powers in Goldmember, c'è una parodia del brano, in cui il nome "Alfie" è sostituito da "Austin". Il brano viene cantato da quasi tutto il cast del film, compreso Michael Caine, che era l'attore che interpretava Alfie nel film originale.